# Q (Street Fighter)
Q — вымышленный герой серии видеоигр Street Fighter от японской компании Capcom. Впервые появляется в видеоиграх Street Fighter III: 3rd Strike. Более нигде замечен не был.

## Концепция персонажа
Q — самый загадочный персонаж Street Fighter. Его внешний вид мог быть вдохновлён романом Герберта Уэллса «Человек-невидимка», а также персонажами таких манг как «Babel II» и «Robotto Keiji K». Официальной информации о Q очень мало, так что все доводы о его происхождении и мотивах участия в поединках строятся исключительно на наблюдениях и предположениях игроков.
Его движения неуклюжи и неестественны для нормального человека. Во время выполнения некоторых ударов он падает. Он больше похож на робота, нежели на человека.
На основе имеющейся официальной информации и наблюдений можно составить перечень фактов о Q.

## Факты о Q
- Когда его бьют, можно услышать звук удара по металлу.
- Когда Q бьёт ток, не видно его скелета.
- Официально заявлено, что он не робот, в подтверждение этого можно увидеть человеческую кожу на его шее и слышать его тяжёлое дыхание.
- ЦРУ тайно разыскивает его.[1][2]
- Он известен ЦРУ как «человек в плаще».
- Официально заявлено, что Q наблюдал за крахом Шадалоу.
- Его видели по всему миру на турнирных зонах чемпионатов среди уличных бойцов.
- Также его можно заметить на фотографиях мест таинственных убийств, по всему миру.
- Q нарушает законы пространства и времени, появляясь одновременно на местах преступлений по всему миру, либо же существует более одного Q (например по одному на каждую букву алфавита)
- Во время исполнения третьего Super Art’а сопровождающегося захватом, можно отчётливо услышать слово «Danger» произносимое женским, роботизированным голосом.
- Q ничего не говорит, но после победы, вместо открытых комментариев, мы можем прочитать его мысли: «Да?» «Нет!», «Почему?», «Серьёзно?» и «Я… отвратителен», что подтверждает в нём человеческие черты.
- Иногда в начале боя с Q можно увидеть бегущих людей на заднем плане. Возможно, это агенты ЦРУ.
- Если победить Q слабым ударом, то он, протянув руки к сопернику и немного согнувшись, застынет в таком положении. Это напоминает процесс внезапного отключения питания робота.

## Интересные факты
- Q единственный персонаж игры, не имеющий своей арены. Он всегда дерётся на арене соперника. Если оба игрока выберут Q, арена будет выбрана случайно.
- Примечательно, что Q свободен для выбора игроку. Но сразиться с ним под управлением компьютера можно только при выполнении определённых условий. Это даёт Q статус секретного под-босса.
- В Street Fighter 2 Champion Edition на арене Кэна можно увидеть человека, похожего на Q.
- На основе некоторых деталей, например стереотипного костюма детектива, того факта что Q появился в Street Fighter одновременно с возвращением Чун-Ли в серию, его странного поведения на арене Чун-Ли (редко при определённых условиях), можно предположить, что Q — это то, что осталось от бывшего отца детектива Чун-Ли. Сама Чун-Ли, правда, никак не меняет поведение в бою с Q.